# 杭州球孢虫
杭州球孢虫（学名：Sphaerospora hangzhouensis）为球孢科球孢虫属的动物。在中国，分布于浙江、武陵山地区等，营寄生生活，寄生在鲤的膀胱。